# Campo do Meio
Campo do Meio est une municipalité brésilienne de l'État du Minas Gerais et la microrégion de Varginha.